# Eti Haungatau
Pas d'image ? Cliquez ici

b Matchs officiels uniquement.
Eti Haungatau est une joueuse internationale de rugby à XV américaine née le 25 septembre 2000, évoluant au poste de centre.

## Biographie
Eti Haungatau naît le 25 septembre 2000. En 2022 elle joue pour le club de l'Université Lindenwood (en) dans le Missouri. Elle est retenue en septembre 2022 pour disputer sous les couleurs de son pays la Coupe du monde de rugby à XV en Nouvelle-Zélande.